# Hippopodina bernardi
Hippopodina bernardi is een mosdiertjessoort uit de familie van de Hippopodinidae. De wetenschappelijke naam van de soort is voor het eerst geldig gepubliceerd in 1963 door Lagaaij.